# 탄성진자

물리학 및 수학의 동역학계 분야에서 탄성 진자(elastic pendulum) (용수철 진자 또는 흔들리는 용수철이라고도 함)는 질량 덩어리가 용수철에 연결되어 단순 진자와 1차원 용수철-질량계의 요소가 모두 포함된 움직임을 보이는 물리계이다. 특정 에너지 값의 경우, 이 시스템은 혼돈 행동의 모든 특징을 보이며 초기 조건에 민감하다. 매우 낮거나 매우 높은 에너지에서는 규칙적인 운동도 나타난다. 탄성 진자의 운동은 한 쌍의 상미분 방정식에 의해 지배된다. 이러한 행동은 에너지 상태와 시스템 역학 간의 복잡한 상호 작용을 시사한다.

## 분석 및 해석

극좌표 플롯이 있는 2 자유도 탄성 진자.

용수철의 특성으로 인해 시스템에 자유도가 추가되어 단순 진자보다 훨씬 복잡하다. 예를 들어, 용수철이 압축되면 반지름이 짧아져 각운동량 보존으로 인해 용수철이 더 빠르게 움직인다. 또한 용수철이 진자의 움직임에 의해 범위를 초과하여 진자의 움직임에 실질적으로 중립적인 경우도 있을 수 있다.

### 라그랑지언
용수철의 평형 길이는 {\displaystyle l_{0}}이고, 길이 {\displaystyle x}만큼 늘어날 수 있다. 진자의 진동 각도는 {\displaystyle \theta }이다.
라그랑지언 {\displaystyle L}은 다음과 같다:
{\displaystyle L=T-V}
여기서 {\displaystyle T}는 운동 에너지이고 {\displaystyle V}는 위치 에너지이다.
훅의 법칙에 따른 용수철 자체의 위치 에너지는 다음과 같다:
{\displaystyle V_{k}={\frac {1}{2}}kx^{2}}
여기서 {\displaystyle k}는 용수철 상수이다.
반면에 중력에 의한 위치 에너지는 질량의 높이에 의해 결정된다. 주어진 각도와 변위에 대해 위치 에너지는 다음과 같다:
{\displaystyle V_{g}=-gm(l_{0}+x)\cos \theta }
여기서 {\displaystyle g}는 중력 가속도이다.
운동 에너지는 다음과 같다:
{\displaystyle T={\frac {1}{2}}mv^{2}}
여기서 {\displaystyle v}는 질량의 속도이다. {\displaystyle v}를 다른 변수와 관련시키기 위해 속도는 용수철을 따라 이동하는 성분과 수직으로 이동하는 성분의 조합으로 쓰여진다:
{\displaystyle T={\frac {1}{2}}m({\dot {x}}^{2}+(l_{0}+x)^{2}{\dot {\theta }}^{2})}
따라서 라그랑지언은 다음과 같다:
{\displaystyle L=T-V_{k}-V_{g}}
{\displaystyle L[x,{\dot {x}},\theta ,{\dot {\theta }}]={\frac {1}{2}}m({\dot {x}}^{2}+(l_{0}+x)^{2}{\dot {\theta }}^{2})-{\frac {1}{2}}kx^{2}+gm(l_{0}+x)\cos \theta }

### 운동 방정식
{\displaystyle x}와 {\displaystyle \theta }에 대한 두 자유도를 사용하여 두 오일러-라그랑주 방정식을 사용하여 운동 방정식을 찾을 수 있다:
{\displaystyle {\partial L \over \partial x}-{\operatorname {d}  \over \operatorname {d} t}{\partial L \over \partial {\dot {x}}}=0}
{\displaystyle {\partial L \over \partial \theta }-{\operatorname {d}  \over \operatorname {d} t}{\partial L \over \partial {\dot {\theta }}}=0}
{\displaystyle x}에 대한 식:
{\displaystyle m(l_{0}+x){\dot {\theta }}^{2}-kx+gm\cos \theta -m{\ddot {x}}=0}
{\displaystyle {\ddot {x}}}를 분리하면:
{\displaystyle {\ddot {x}}=(l_{0}+x){\dot {\theta }}^{2}-{\frac {k}{m}}x+g\cos \theta }
그리고 {\displaystyle \theta }에 대한 식:
{\displaystyle -gm(l_{0}+x)\sin \theta -m(l_{0}+x)^{2}{\ddot {\theta }}-2m(l_{0}+x){\dot {x}}{\dot {\theta }}=0}
{\displaystyle {\ddot {\theta }}}를 분리하면:
{\displaystyle {\ddot {\theta }}=-{\frac {g}{l_{0}+x}}\sin \theta -{\frac {2{\dot {x}}}{l_{0}+x}}{\dot {\theta }}}
이들은 길이 {\displaystyle S={\frac {x}{l_{0}}}}와 시간 {\displaystyle T=t{\sqrt {\frac {g}{l_{0}}}}}을 스케일링하여 더욱 단순화될 수 있다. 시스템을 {\displaystyle S}와 {\displaystyle T}로 표현하면 무차원화된 운동 방정식이 나온다. 남은 하나의 무차원 매개변수 {\displaystyle \Omega ^{2}={\frac {kl_{0}}{mg}}}가 시스템을 특징짓는다.
{\displaystyle {\frac {\mathrm {d} ^{2}S}{\mathrm {d} T^{2}}}=\left(S+1\right)\left({\frac {\mathrm {d} \theta }{\mathrm {d} T}}\right)^{2}-\Omega ^{2}S+\cos \theta }
{\displaystyle {\frac {\mathrm {d} ^{2}\theta }{\mathrm {d} T^{2}}}=-{\frac {\sin \theta }{S+1}}-{\frac {2}{1+S}}\left({\frac {\mathrm {d} S}{\mathrm {d} T}}\right)\left({\frac {\mathrm {d} \theta }{\mathrm {d} T}}\right)}
이제 탄성 진자는 두 개의 연결된 상미분 방정식으로 기술된다. 이들은 수치적으로 풀 수 있다. 또한, 매개변수 {\displaystyle \Omega ^{2}} 및 초기 조건 {\displaystyle S}와 {\displaystyle \theta }의 다양한 값에 대해 이 시스템에서 흥미로운 질서-혼돈-질서 현상을 연구하기 위해 분석 방법을 사용할 수 있다.
두 번째 예시인 이중 탄성 진자도 있다. 참조:

## 같이 보기
- 이중진자
- 더핑 발진기
- 진자
- 용수철-질량계

## 추가 자료
- Pokorny, Pavel (2008). 《Stability Condition for Vertical Oscillation of 3-dim Heavy Spring Elastic Pendulum》 (PDF). 《Regular and Chaotic Dynamics》 13. 155–165쪽. Bibcode:2008RCD....13..155P. doi:10.1134/S1560354708030027. S2CID 56090968.
- Pokorny, Pavel (2009). 《Continuation of Periodic Solutions of Dissipative and Conservative Systems: Application to Elastic Pendulum》 (PDF). 《Mathematical Problems in Engineering》 2009. 1–15쪽. doi:10.1155/2009/104547.